# Gomile
Gomile este un sat din comuna Žabljak, Muntenegru. Conform datelor de la recensământul din 2003, localitatea are 11 locuitori (la recensământul din 1991 erau 20 de locuitori).

## Demografie
În satul Gomile locuiesc 11 persoane adulte, iar vârsta medie a populației este de 49,6 de ani (45,5 la bărbați și 51,9 la femei). În localitate sunt 4 gospodării, iar numărul mediu de membri în gospodărie este de 2,75.
Populația localității este foarte eterogenă.
|  |

| Demografie | Demografie | Demografie |
| An         | Locuitori  | Locuitori  |
| ---------- | ---------- | ---------- |
|            |            |            |
|            |            |            |
|            |            |            |
|            |            |            |
| 1948       | 117        |            |
| 1953       | 158        |            |
| 1961       | 144        |            |
| 1971       | 127        |            |
| 1981       | 29         |            |
| 1991       | 20         | 20         |
| 2003       | 11         | 11         |

| \| Componența etnică conform recensământului din 2003[2] \| Componența etnică conform recensământului din 2003[2] \| Componența etnică conform recensământului din 2003[2] \| Componența etnică conform recensământului din 2003[2] \| Componența etnică conform recensământului din 2003[2] \| \| ----------------------------------------------------- \| ----------------------------------------------------- \| ----------------------------------------------------- \| ----------------------------------------------------- \| ----------------------------------------------------- \| \| \| \| \| \| \| \| Sârbi \| Sârbi \| \| 4 \| 36,36% \| \| Muntenegreni \| Muntenegreni \| \| 2 \| 18,18% \| \| necunoscută \| necunoscută \| \| 0 \| 0% \| |              |  |   |        |
| Componența etnică conform recensământului din 2003 |              |  |   |        |
| |              |  |   |        |
| Sârbi | Sârbi        |  | 4 | 36,36% |
| Muntenegreni | Muntenegreni |  | 2 | 18,18% |
| necunoscută | necunoscută  |  | 0 | 0%     |